# Adémar II d'Angoulême
Ademaro II (... – prima del 950) fu conte d'Angouleme dall'945 alla sua morte.

## Origine
Sia secondo il monaco e storico, Ademaro di Chabannes, che secondo Le cartulaire de Saint-Cybard, Ademaro era il figlio illegittito del conte d'Angouleme, Guglielmo II detto Tagliaferro e di una sua amante di cui non conosciamo né il nome né gli ascendenti.
Secondo il monaco e storico, Ademaro di Chabannes, Guglielmo II detto Tagliaferro era l'unico figlio del conte d'Angouleme, Audoino o Aldoino I, e della moglie, di cui non conosciamo né il nome né gli ascendenti.

## Biografia
Ademado lo troviamo citato, per la prima volta in un documento del 942 circa: infatti suo padre, Guglielmo II detto Tagliaferro, verso il 942, secondo il documento n° 222 del Le cartulaire de Saint-Cybard, fece la donazione di una proprietà all'Abbazia di San Cybard e l'atto di donazione fu controfirmato anche dal cugino, Bernardo (Bernardi comitis) e da uno dei suoi figli, Ademaro (Ademari comitis filii Guillelmi).
In quello stesso periodo, Guglielmo II detto Tagliaferro riconobbe la donazione nel suo testamento che fu convalidato anche dai figli, Arnoldo e Ademaro (Arnaldus filius Willelmi, Adhemarus filius Willelmi) e dal cugino, Bernardo, conte di Périgord (Bernardus comes).
Suo padre, Guglielmo II detto Tagliaferro combatté i Normanni (secondo il A Short Course of History by Havilland Le Mesurier Chepmell il nome Tagliaferro gli fu dato in seguito all'aver ucciso in battaglia un re dei Normanni, con un fendente che gli trapassò la maglia di ferro) e combattendo i Normanni, sempre secondo Ademaro di Chabannes, Guglielmo morì, verso il 945 e fu tumulato nell'Abbazia di San Cybard.
Ancora secondo Ademaro di Chabannes, gli succedette il cugino, Bernardo, conte di Périgord, molto probabilmente assieme al figlio primogenito di Guglielmo, Ademaro, che però Ademaro di Chabannes non cita tra i successori del padre.
Bernardo, secondo la Historia Pontificum et Comitum Engolismensis, collaborava con Guglielmo II detto Tagliaferro, già da prima della sua morte.

## Discendenza
Ademaro non si sposò, almeno non si hanno notizie di una eventuale moglie, e non si conosce alcuna discendenza.

## Ascendenza
|                          |   |                   | Genitori             |  |  | Nonni |  |  | Bisnonni              |  |  | Trisnonni            |  |
|                          |   |                   |                      |  |  |       |  |  | Vulgrin I d'Angoulême |  |  | Vulfardo di Flavigny |  |
|                          |   |                   |                      |  |  |       |  |  | Vulgrin I d'Angoulême |  |  | Vulfardo di Flavigny |  |
|                          |   | Susanna di Tolosa |                      |  |  |       |  |  | Vulgrin I d'Angoulême |  |  |                      |  |
| Audoin I d'Angoulême     |   |                   |                      |  |  |       |  |  | Vulgrin I d'Angoulême |  |  |                      |  |
|                          |   | Regelinda         | Bernardo I di Tolosa |  |  |       |  |  |                       |  |  |                      |  |
|                          |   | Regelinda         | Bernardo I di Tolosa |  |  |       |  |  |                       |  |  |                      |  |
|                          |   | Regelinda         | Dhouda               |  |  |       |  |  |                       |  |  |                      |  |
| Guglielmo II d'Angoulême |   | Regelinda         |                      |  |  |       |  |  |                       |  |  |                      |  |
|                          |   | …                 | …                    |  |  |       |  |  |                       |  |  |                      |  |
|                          |   | …                 | …                    |  |  |       |  |  |                       |  |  |                      |  |
|                          |   | …                 | …                    |  |  |       |  |  |                       |  |  |                      |  |
| …                        |   | …                 |                      |  |  |       |  |  |                       |  |  |                      |  |
|                          |   | …                 | …                    |  |  |       |  |  |                       |  |  |                      |  |
|                          |   | …                 | …                    |  |  |       |  |  |                       |  |  |                      |  |
|                          |   | …                 | …                    |  |  |       |  |  |                       |  |  |                      |  |
| Ademaro II d'Angoulême   |   | …                 |                      |  |  |       |  |  |                       |  |  |                      |  |
|                          | … | …                 |                      |  |  |       |  |  |                       |  |  |                      |  |
|                          | … | …                 |                      |  |  |       |  |  |                       |  |  |                      |  |
|                          | … | …                 |                      |  |  |       |  |  |                       |  |  |                      |  |
| …                        | … |                   |                      |  |  |       |  |  |                       |  |  |                      |  |
|                          |   | …                 | …                    |  |  |       |  |  |                       |  |  |                      |  |
|                          |   | …                 | …                    |  |  |       |  |  |                       |  |  |                      |  |
|                          |   | …                 | …                    |  |  |       |  |  |                       |  |  |                      |  |
| …                        |   | …                 |                      |  |  |       |  |  |                       |  |  |                      |  |
|                          |   | …                 | …                    |  |  |       |  |  |                       |  |  |                      |  |
|                          |   | …                 | …                    |  |  |       |  |  |                       |  |  |                      |  |
|                          |   | …                 | …                    |  |  |       |  |  |                       |  |  |                      |  |
| …                        |   | …                 |                      |  |  |       |  |  |                       |  |  |                      |  |
|                          |   | …                 | …                    |  |  |       |  |  |                       |  |  |                      |  |
|                          |   | …                 | …                    |  |  |       |  |  |                       |  |  |                      |  |
|                          |   | …                 | …                    |  |  |       |  |  |                       |  |  |                      |  |
|                          |   | …                 |                      |  |  |       |  |  |                       |  |  |                      |  |

### Fonti primarie
- (LA)  Ademarus Engolismensis, Historiarum Libri Tres.
- (LA)  Le cartulaire de Saint-Cybard.
- (LA)  Historia Pontificum et Comitum Engolismensis.
- (LA)  Le manuel de Dhuoda.

### Letteratura storiografica
- (EN)  A Short Course of History by Havilland Le Mesurier Chepmell
- Louis Halphen, Francia: gli ultimi Carolingi e l'ascesa di Ugo Capeto (888-987), in «Storia del mondo medievale», vol. II, 1979, pp. 636–661